# Idrossifitanato ossidasi
La idrossifitanato ossidasi è un enzima appartenente alla classe delle ossidoreduttasi, che catalizza la seguente reazione:
L-2-idrossifitanato + O2 ⇄ 2-ossofitanato + H2O2